# Брилево (Великопольське воєводство)
Брилево (пол. Brylewo) — село в Польщі, у гміні Кшеменево Лещинського повіту Великопольського воєводства.
Населення — 184 особи (2011).

## Демографія
Демографічна структура станом на 31 березня 2011 року:
|          | Загалом | Допрацездатний вік | Працездатний вік | Постпрацездатний вік |
| -------- | ------- | ------------------ | ---------------- | -------------------- |
| Чоловіки | 103     | 25                 | 71               | 7                    |
| Жінки    | 81      | 18                 | 49               | 14                   |
| Разом    | 184     | 43                 | 120              | 21                   |